# Kerkmosterdkorst
Kerkmosterdkorst (Leproplaca chrysodeta) is een korstmossoort uit het geslacht Leproplaca.

## Determinatie
Kerkmosterdkorst is een poedervormige soort. Het thallus is dun (tot ± 0,3 mm) en bestaat uit tamelijk fijne, soredieuze korrelstructuren. De kleur is meestal mosterdgeel, maar ook grijze en oranje tinten komen voor; doorgaans zijn er op een exemplaar meerdere tinten zichtbaar. De thallusrand is niet gelobd.

### Kleurreacties
Kerkmosterdkorst kent slechts één kleurreactie: het thallus reageert K+ bloedrood.

## Ecologie

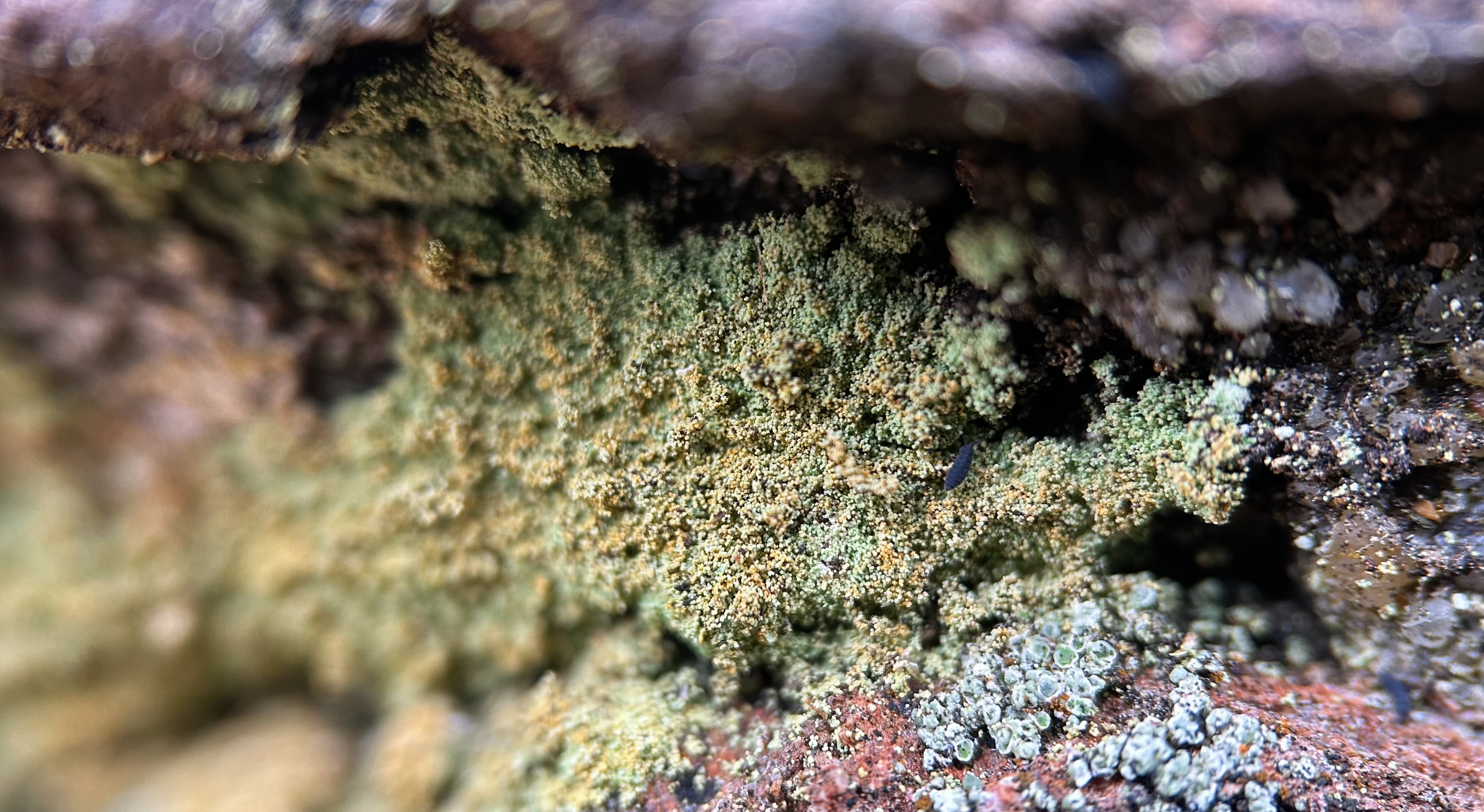
Kerkmosterdkorst in een verkruimelde voeg van een oude bakstenen muur.

De soort groeit enkel epilitisch op oude, verweerde, poreuze (delen van) muren. Het gaat om beschaduwde tot halfbeschaduwde standplaatsen met een hoge relatieve luchtvochtigheid. Het optimum ligt over het algemeen in de diepere voegen en spleten waarvan de mortel zacht is geworden en verkruimeld is. Meestal gaat het om oude muren van kerkgebouwen.

### Syntaxonomie
Kerkmosterdkorst staat te boek als kensoort voor de poederkorst-klasse (Chrysotrichetea chlorinae).

## Verspreiding
In Nederland is kerkmosterdkorst zeer zeldzaam. Ze kent alhier een zwaartepunt in de Betuwe. Kerkmosterdkorst staat op de Nederlandse Rode Lijst in de categorie 'gevoelig'.